# Chikkagenigere, Hassan
Chikkagenigere là một làng thuộc tehsil Hassan, huyện Hassan, bang Karnataka, Ấn Độ.